# Ourém (Pará)
Ourém – miasto i gmina w Brazylii, w stanie Pará. Znajduje się w mezoregionie Nordeste Paraense i mikroregionie Guamá.